# Avanti Air
Avanti Air ist eine deutsche Charterfluggesellschaft mit Sitz in Haiger und Basis auf dem Flughafen Paderborn/Lippstadt.

## Geschichte

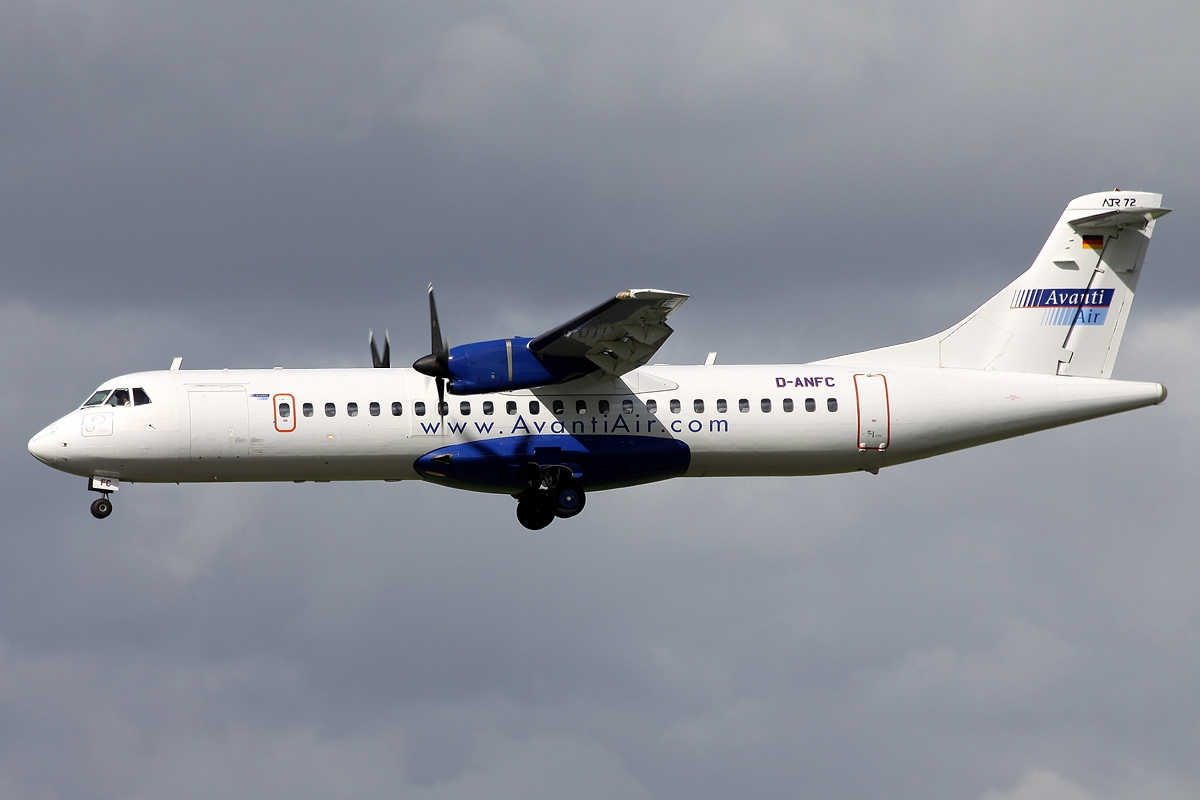
ATR 72-200, wie sie Avanti Air bis Ende 2015 betrieb. Hier eine Maschine im Anflug auf dem Flughafen Rotterdam, September 2011.

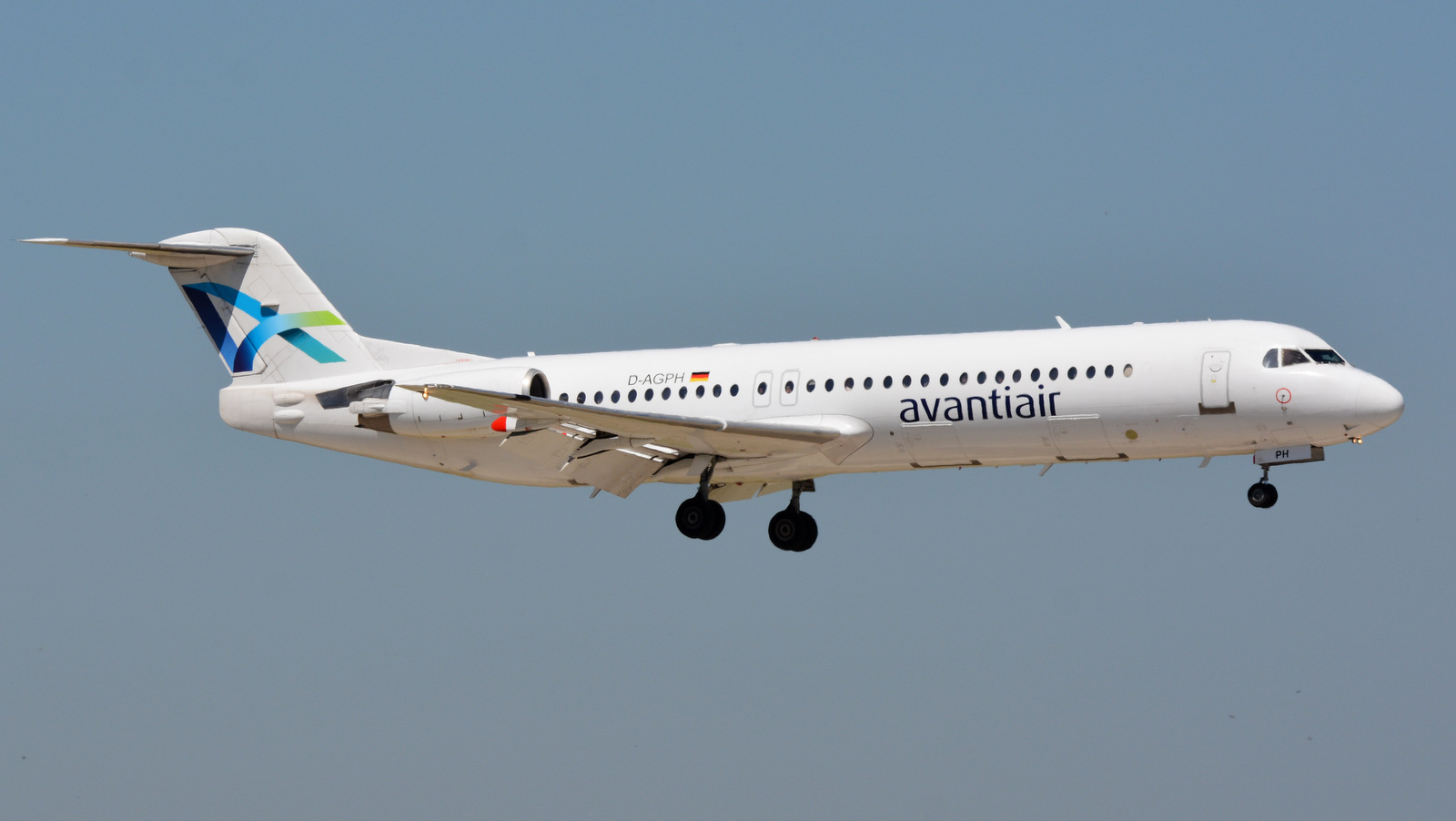
Fokker 100, wie sie Avanti Air bis Oktober 2021 betrieb. Hier eine Maschine im Anflug auf den Flughafen Paris-Orly.

Avanti Air wurde im Jahr 1994 von den Piloten Markus Baumann und Stefan Kissinger gegründet, die das Unternehmen bis heute leiten. Im Jahr 1996 wurde mit einer Beechcraft 1900 der Charterflugverkehr aufgenommen.
Im Jahr 2000 zog Avanti Air von ihrer bisherigen Basis Flughafen Frankfurt Main zum Flughafen Siegerland um, wo die Gesellschaft heute ihre Büros und einen Hangar unterhält. Zwei Jahre später wurde die erste Maschine von ATR in Dienst gestellt, im Juni 2010 wurden zudem zwei zwischenzeitlich wieder ausgeflottete ATR 42-500 von Eurowings übernommen.
Im März 2010 hatte Avanti Air das IOSA-Sicherheitszertifikat erhalten, welches die Einhaltung der operativen Sicherheitsstandards der IATA bestätigt.
Bis zum Sommer 2014 musterte Avanti Air zwei ihrer drei ATR 72-200 aus. Bereits im Oktober desselben Jahres wurden zwei Fokker 100 von OLT Express übernommen und damit erstmals Flugzeugleasing und Charterflüge mit Jets angeboten. Außerdem wurden ein neues Farbschema sowie ein neues Firmenlogo eingeführt. Ende 2015 wurde dann die letzte ATR 72 ausgemustert.
Anfang 2016 wurde die zweite Fokker 100 mit dem Kennzeichen D-AGPH eingeflottet. Seit April 2016 führt Avanti Air mit einer Fokker 100 bis zu 6 Flüge täglich zwischen Paris-Orly und Tarbes-Lourdes im Auftrag von HOP! durch. Seit 2017 wurde jeden Sommer jeweils eine Fokker 100 in Innsbruck stationiert. Diese führte für den Reiseveranstalter Idealtours Flüge zu verschiedenen Zielen im Mittelmeerraum durch. Im Sommer 2021 wurden diese Flüge von der kroatischen Trade Air übernommen.
Am 17. Oktober 2018 wurde auf der Avanti Air-Facebook-Seite die Einflottung einer dritten Fokker 100 mit dem Kennzeichen D-AOLH bekannt gegeben, welche im Dezember 2018 in Betrieb genommen wurde.
Im Oktober 2019 gab man bekannt, dass man sich nach Ersatz für die alternden Fokker 100 umsieht, als Nachfolger werde die Embraer 190 geprüft. Die Maschinen sollen schrittweise ersetzt werden, dazu wurde die älteste Maschine mit dem Kennzeichen D-AGPH zwischenzeitlich verkauft.
Im November 2021 wurde bekannt, dass mindestens zwei DHC-8-400 die Fokker 100 ersetzen sollen. Im Januar 2023 wurde bekannt gegeben, dass die zweite Maschine im Frühjahr übernommen werden soll.

## Flugziele
Avanti Air führt Charterflüge durch und bietet zudem ihre Flugzeuge im Wetlease anderen Fluggesellschaften an. 

## Flotte

### Aktuelle Flotte
Mit Stand April 2025 besteht die Flotte der Avanti Air aus zwei Flugzeugen mit einem Durchschnittsalter von 19,4 Jahren:
| Flugzeugtyp          | Anzahl | bestellt | Anmerkungen | Sitzplätze | Durchschnittsalter |
| -------------------- | ------ | -------- | ----------- | ---------- | ------------------ |
| Bombardier DHC-8-400 | 2      |          |             | 78         | 19,4 Jahre         |
| Gesamt               | 2      | -        |             |            | 19,4 Jahre         |

### Ehemalige Flugzeugtypen
Vorher betrieb Avanti Air ebenfalls 
- ATR 42-300 (3 Maschinen, 2002 - 2013)
- ATR 42-500 (2 Maschinen, 2010 - 2013)
- ATR 72-200 (3 Maschinen, 2005 - 2015)
- Beechcraft 1900 (3 Maschinen, 1996 - 2007)[13][14]
- Fokker 100 (3 Maschinen, 2015 - 2021)